# Liste von Söhnen und Töchtern der Stadt Barcelona
Dieser Artikel stellt eine Liste von Söhnen und Töchtern der spanischen Stadt Barcelona dar, die in der deutschsprachigen Wikipedia mit einem Artikel vertreten sind. Ein Anspruch auf Vollständigkeit wird nicht erhoben. Die Sortierung der Liste erfolgt nach Haupt-Tätigkeitsgebiet, innerhalb der Gruppen alphabetisch nach Nachnamen.

## Politik
- Berenguela von Barcelona (1108–1149), Königin von Kastilien und León
- Alfons II. (1157–1196), König von Aragón
- Ada Colau (* 1974), katalanische Aktivistin, seit Juni 2015 Bürgermeisterin von Barcelona
- Antoni Comín (* 1971), Politikwissenschaftler, Politiker, MdEP und Autor
- Jaume Duch Guillot (* 1962), Sprecher des Europäischen Parlaments
- Estanislao Figueras (1819–1882), Rechtsanwalt und Politiker
- Ferran Fabra i Puig  (1866–1944), Unternehmer, Bürgermeister von Barcelona
- Santiago Fisas Ayxelá (* 1948), Politiker
- Francesc de Paula Gambús i Millet (1974–2019), Politiker
- Carlos Grosjean (1929–2004), Schweizer Politiker
- Jordi Hereu (* 1965), Politiker, Bürgermeister von Barcelona 2006–2011
- Ernest Maragall i Mira (* 1943), Politiker
- Pasqual Maragall (* 1941), von 1982 bis 1997 Bürgermeister Barcelonas, von 2003 bis 2006 Regierungschef Kataloniens
- Artur Mas (* 1956), Generalsekretär der CDC, seit 2004 Oppositionsführer im katalanischen Parlament
- Manuel de Oms y de Santa Pau (1651–1710), Diplomat und Vizekönig von Peru
- Francisco Pi i Margall (1824–1901), Liberaler Politiker, Präsident der ersten spanischen Republik
- Jordi Pujol (* 1930), bis 2003 Vorsitzender der CiU, 1982 bis 2003 Regierungschef Kataloniens
- Jordi Sànchez i Picanyol (* 1964), Aktivist und Politiker
- Manuel Valls (* 1962), französischer Politiker katalanischer Abstammung der Parti socialiste (PS), ehemaliger französischer Premierminister
- Lluís Maria Xirinacs i Damians (1932–2007), Priester, Ex-Senator, politischer Aktivist für die katalanische Unabhängigkeit
- Luis de Zúñiga y Requesens (1528–1576), 1573–1576 Statthalter der spanischen Niederlande

## Bildende Kunst
- Salvador Alarma i Tastàs (1870–1941), Bühnenbildner und Dekorateur
- Ramon Amadeu (1745–1821), Bildhauer
- Vicenç Badalona Ballestar (1929–2014), Maler und Illustrator
- Philipp Bauknecht (1884–1933), Künstler
- Francesc Sans i Cabot (1828–1881), Maler
- Antoni Clavé (1913–2005), Maler und Bildhauer
- Modest Cuixart (1925–2007), Maler
- Alfonso Font (* 1946), Comiczeichner
- Wilfredo García (1935–1988), dominikanischer Fotograf
- Julio González (1876–1942), Bildhauer
- Emilio Grau Sala (1911–1975), Maler
- Montserrat Gudiol (1933–2015), Malerin
- Josep Guinovart (1927–2007), Maler und Grafiker
- Joan Hernández Pijuan (1931–2005), Maler
- Francisco Ibáñez (1936–2023), Comiczeichner
- Alfons Juyol i Bach (1862–1917), Bildhauer
- Ernest Maragall i Noble (1903–1991), Bildhauer
- Javier Marchán (* 1967), Konzeptkünstler
- Francesc Masriera (1842–1902), Maler und Goldschmied
- Josep Masriera (1841–1912), Maler und Goldschmied
- Joaquim Mir (1873–1940), Maler
- Joan Miró (1893–1983), Maler
- Willy Moese (1927–2007), deutsch-spanischer Karikaturist und Comiczeichner
- Josep Martínez Lozano (1923–2006), Maler und Aquarellist
- Roger Olmos (* 1975), Illustrator
- Joan Planella i Rodríguez (1849–1910), Maler
- Jaume Plensa (* 1955), Bildhauer und Künstler
- Nuria Quevedo (* 1938), deutsch-spanische Malerin und Grafikerin
- Antoni Rigalt i Blanch (1850–1914), Zeichner und Glaskünstler
- Ramon Rogent (1920–1958), Maler, Illustrator und Bildhauer
- Santiago Rusiñol (1861–1931), Maler, Schriftsteller, Journalist und Theaterautor
- Vicente Segrelles (* 1940), Comiczeichner und Autor
- Josep Maria Subirachs (1927–2014), Maler und Bildhauer
- Antoni Tàpies (1923–2012), Künstler
- Xavier Valls (1923–2006), Maler
- Joan Vila i Grau (1932–2022), plastischer Künstler und Glasmaler
- Antoni Viladomat i Manalt (1678–1755), Maler

## Darstellende Kunst
- Néstor Almendros (1930–1992), Kameramann und Dokumentarfilmregisseur
- Carmen Amaya (1913–1963), Tänzerin
- Vicente Aranda (1926–2015), Filmregisseur und Drehbuchautor
- Neus Asensi (* 1965), Schauspielerin
- Carmelita Aubert (1912–1979), Schauspielerin und Sängerin
- Bibiana Ballbè (* 1977), Fernsehmoderatorin und Schauspielerin
- Alfonso Balcázar (1926–1993), Filmregisseur
- Ivana Baquero (* 1994), Schauspielerin
- Zoe Bonafonte (* 2004), Schauspielerin
- Alex Brendemühl (* 1972), spanisch-deutscher Schauspieler
- Dèlia Brufau (* 1998), Schauspielerin
- Daniel Brühl (* 1978), deutscher Schauspieler
- Bridgette B (* 1983), Pornodarstellerin
- Montserrat Carulla (1930–2020), Schauspielerin
- Óscar Casas (* 1998), Schauspieler
- Itziar Castro (1977–2023), Schauspielerin, Filmproduzentin und Regisseurin
- Marc Clotet (* 1980), Schauspieler und Model
- Emma Cohen (1946–2016), Schauspielerin
- Isabel Coixet (* 1960), Filmregisseurin
- Carmen Cortés (* 1957), Tänzerin
- Laia Costa (* 1985), Schauspielerin
- Paula del Río (* 2000), Schauspielerin
- Leticia Dolera (* 1981), Schauspielerin, Filmregisseurin und Drehbuchautorin
- Yasmina Drissi (* 2001), Schauspielerin
- Amat Escalante (* 1979), Filmregisseur, Produzent und Drehbuchautor
- Óscar Faura (* 1975), Kameramann
- Laia Fontàn (* 1995), Schauspielerin
- Rafael Fuster Pardo (* 1951), Filmregisseur
- Ariadna Gil (* 1969), Schauspielerin
- Eduard Grau (* 1981), Kameramann
- Jorge Grau (1930–2018), Filmregisseur, Maler und Drehbuchautor
- Enrique Irazoqui (1944–2020), Filmschauspieler und Hispanist
- Michelle Jenner (* 1986), Schauspielerin
- Àngel Llàcer (* 1974), Schauspieler und Regisseur
- Bigas Luna (1946–2013), Filmregisseur
- Laura Mañá (* 1968), Schauspielerin, Regisseurin und Drehbuchautorin
- Maria May (* 1998), US-amerikanische Balletttänzerin und Synchronsprecherin
- Sílvia Munt (* 1957), Schauspielerin, Drehbuchautorin und Regisseurin
- Montse Ribé (* 1972), Maskenbildnerin, Oscar-Gewinnerin
- Rosa Maria Sardà (1941–2020), Schauspielerin
- Assumpta Serna (* 1957), Schauspielerin
- Julieta Serrano (* 1933), Schauspielerin
- Silvia Tortosa (1947–2024), Schauspielerin
- Salvador Vives (1943–2020), Schauspieler und Synchronsprecher
- Nilo Zimmermann (* 1986), Kameramann und Schauspieler

## Architektur
- Sergi Bastidas (* 1954), Designer und Architekt
- Ricardo Bofill (1939–2022), Architekt
- Oriol Bohigas (1925–2021), Architekt und Stadtplaner
- Francesc Folguera i Grassi (1891–1960), Architekt
- Josep Lluís Mateo (* 1949), Architekt
- Enric Miralles (1955–2000), Architekt
- Carme Pinós (* 1954), Architektin, Stadtplanerin und Hochschullehrerin
- Elies Rogent i Amat (1821–1897), Architekt
- Enric Sagnier (1858–1931), Architekt
- Josep Lluís Sert (1902–1983), Architekt
- Jaume Torres i Grau (1879–1945), Architekt
- Óscar Tusquets (* 1941), Architekt, Maler, Zeichner und Verleger
- Salvador Valeri i Pupurull (1873–1954), Architekt

## Musik
- Ailyn (* 1982), Sängerin
- Belén Aguilera (* 1995), Popmusikerin und Pianistin
- Joan Altisent i Ceardi (1891–1971), Komponist, Organist und Musikpädagoge
- Joan Albert Amargós (* 1950), Komponist und Dirigent
- Victoria de los Ángeles (1923–2005), Sopranistin
- José Ardévol (1911–1981), kubanischer Komponist spanischer Herkunft
- Miquel Asins Arbó (1916–1996), Komponist und Dirigent
- Carmelita Aubert (1912–1979), Sängerin und Schauspielerin
- Leonardo Balada (* 1933), US-amerikanischer Komponist
- Rigoberta Bandini (* 1990), Popsängerin
- Anselm Barba i Balansó (1848–1883), Komponist, Organist und Musikpädagoge
- Enric Barbat i Botey (1943–2011), Liedermacher und Sänger
- María Barrientos (1884–1946), Opernsängerin
- Andrés Batista (* 1937), Flamencogitarrist
- Èlia Bastida (* 1995), Jazzmusikerin
- Carles Benavent (* 1954), Jazz- und Flamencobassist
- Xavier Benguerel (1931–2017), Komponist
- Roger Blàvia (1963–2017), Schlagzeuger und Perkussionist
- Jaime Felipe José Bosch (1826–1895), Gitarrist
- Benet Brell i Clos (1786–1850), Kapellmeister, Komponist, Organist und Benediktinermönch des Klosters Montserrat
- Montserrat Caballé (1933–2018), Sopranistin
- Mercè Capdevila (* 1946), Komponistin
- Carme Canela (* 1962), Jazzsängerin und Hochschullehrerin
- Llorenç Castelló i Garriga (* 1976), Chorleiter und Musikpädagoge
- Clotilde Cerdá (1861–1926), Harfenistin und Komponistin
- Xavier Elies i Gibert (1941–2010), Liedermacher und Sänger
- David Giménez Carreras (* 1964), Dirigent
- José Carreras (* 1946), Tenor
- Gaspar Cassadó (1897–1966), Cellist
- Ferran Cruixent (* 1976), Komponist
- Oriol Cruixent (* 1976), Komponist, Pianist und Dirigent
- Magalí Datzira (* 1997), Jazzmusikerin
- Joan Díaz (* 1967), Jazzmusiker
- Núria Feliu i Mestres (1941–2022), Sängerin und Schauspielerin
- Mateu Ferrer i Oller (1788–1864), Komponist, Organist, Orchesterleiter und Kapellmeister
- Montserrat Figueras (1942–2011), Sopranistin
- Lucía Fumero (* 1991), Jazzmusikerin
- Cristóbal Herreros (1909–2002), argentinischer Bandoneonist, Bandleader und Tangokomponist
- Joaquim Homs (1906–2003), Komponist
- Alicia de Larrocha (1923–2009), Pianistin
- Martí Llauradó i Torné (* 1947), Singer-Songwriter
- Hipólito Lázaro (1887–1974), Opernsänger (Tenor)
- Miguel Llobet (1878–1938), Gitarrist und Komponist
- Enric Madriguera (1904–1973), Violinist, Komponist und Bandleader
- Josep Marraco i Ferrer (1835–1913), Organist, Violinist, Komponist und Kapellmeister der Kathedrale von Barcelona
- Luis Martínez Serrano (1900–1970), mexikanischer Pianist, Komponist und Dirigent spanischer Herkunft
- David Mengual (* 1970), Jazzmusiker
- Marc Miralta (* 1966), Schlagzeuger, Perkussionist
- Frederic Mompou (1893–1987), Komponist und Pianist
- Joan Monné (* 1968), Jazzmusiker
- Tete Montoliu (1933–1997), Jazzpianist
- Enric Morera (1865–1942), Komponist
- Andrea Motis (* 1995), Jazzmusikerin
- Guillermina Motta i Cardona (* 1942), Singer-Songwriterin
- José Padilla (1955–2020), DJ und Ambient-Musiker
- Francesc Pi de la Serra i Valero (* 1942), Gitarrist und Liedermacher
- Lídia Pujol (* 1968), Cantautora und Weltmusikkünstlerin
- Irene Reig (* 1993), Jazzmusikerin
- Oriol Roca (* 1979), Jazzmusiker
- Joan Baptista Rocabert (1657–1701), Komponist, Organist und Leiter der Escolania de Montserrat
- Pere Ros (* 1954), Gambist und Hochschullehrer
- Francesc Rossell (um 1630 – 1676), Chormeister, Organist und Komponist
- Jorge Rossy (* 1964), Jazzmusiker, Hochschullehrer
- Mario Rossy (* 1962), Jazzmusiker, Hochschullehrer
- Mercedes Rossy (1961–1995), Jazzmusikerin
- Jordi Sabatés (1948–2022), Musiker
- Joan Manuel Serrat (* 1943), Liedermacher
- Álvaro Soler (* 1991), Popsänger
- Fernando Sor (1778–1839), Gitarrist und Komponist
- Gregori Maria Sunyol i Baulenes (1879–1946), Musikwissenschaftler, Spezialist für Gregorianik und Benediktiner in Montserrat
- Enriqueta Tarrés (1934–2024), Opernsängerin (Sopran)
- Domènech Terradellas (1711–1751), Opernkomponist
- Ignasi Terraza (* 1962), Jazzmusiker
- Josep Traver (* 1968), Folk- und Jazzmusiker
- Vasco Trilla (* ≈1978), Jazz- und Improvisationsmusiker
- Francisco Valls (1666/1671–1747), Komponist und Kapellmeister
- Lluís Vidal (* 1954), Pianist und Komponist (auch Jazz)
- Melchiorre Vidal (1837–1911), Opernsänger (Tenor) und Gesangspädagoge
- José Viñas (1823–1888), Gitarrist, Sänger, Orchesterleiter und Komponist
- Bernat Vivancos i Farràs (* 1973), Komponist, Organist, Pianist, Chorleiter und Musikpädagoge

## Sport
- José María Abarca (* 1974), Wasserballspieler
- Juan Aguilera (1962–2025), Tennisspieler
- Marc Alcalá (* 1994), Leichtathlet
- Jaime Alguersuari (* 1990), Formel-1-Rennfahrer
- Pol Amat (* 1978), Hockeyspieler
- Jaime Amat Durán (* 1970), Hockeyspieler
- Manuel Armangué (1901–1985), Wasserballspieler
- Jordi Arrese (* 1964), Tennisspieler
- Adam Aznou (* 2006), marokkanisch-spanischer Fußballspieler
- Luis Bach (* 1994), American-Football-Spieler
- Luis Balcells (1903–1927), Schwimmer
- Alejandro Balde (* 2003), spanisch-dominikanisch-guinea-bissauischer Fußballspieler
- Daniel Ballart (* 1973), Wasserballspieler
- Hector Bellerin (* 1995), Fußballspieler
- Adrián Bernabé (* 2001), Fußballspieler
- Sergi Barjuan (* 1971), Fußballspieler
- David Barrufet (* 1970), Handballspieler
- Ramón Berdomás (1900–1963), Schwimmer und Wasserballspieler
- Víctor Bernat (* 1987), spanisch-andorranischer Fußballspieler
- Jaël Bestué (* 2000), Sprinterin
- Joaquín Blume (1933–1959), Turner
- Nicolás Bremec (* 1977), uruguayischer Fußballspieler
- Sergi Bruguera (* 1971), Tennisspieler
- Jordi Burillo (* 1972), Tennisspieler
- Carles Busquets (* 1967), Fußballspieler
- Javier Cabot (* 1949), Hockeyspieler
- Ricardo Cabot (* 1949), Hockeyspieler
- Òscar Cadiach (* 1952), Bergsteiger
- Juan Camps (1883–1921), Ruderer
- David Canal (* 1978), Leichtathlet
- Aitor Cantalapiedra (* 1996), Fußballspieler
- Ona Carbonell (* 1990), Synchronschwimmerin
- Carlos Cardús (* 1959), Motorradrennfahrer
- Samu Castillejo (* 1995), Fußballspieler
- Albert Celades (* 1975), Fußballspieler
- Carlos Checa (* 1972), Motorradrennfahrer
- Fiorella Chiappe (* 1996), argentinische Leichtathletin
- Francisco Javier Chica (* 1985), Fußballspieler
- Dani Clos (* 1988), Rennfahrer
- Jordi Codina (* 1982), Fußballspieler
- Marc Coma (* 1976), Endurorennfahrer
- Albert Costa (* 1990), Rennfahrer
- Carlos Costa (* 1968), Tennisspieler
- Àlex Corretja (* 1974), Tennisspieler
- Antonio Crespo (1891–1989), Radrennfahrer
- Carlos Cuadrado (* 1983), Tennisspieler
- Pedro de la Rosa (* 1971), Automobilrennfahrer
- Adrián Díaz (* 1990), Eiskunstläufer
- Marcelo Djaló (* 1993), guinea-bissauisch-spanischer Fußballspieler
- Albert Crusat Domènech (* 1982), Fußballspieler
- Eduardo Dualde (1933–1989), Hockeyspieler
- Joaquín Dualde (1932–2012), Hockeyspieler
- Anna Espar (* 1993), Wasserballspielerin
- Clara Espar (* 1994), Wasserballspielerin
- Laura Ester (* 1990), Wasserballspielerin
- Alex Fábregas (* 1980), Hockeyspieler
- Francisco Fábregas (* 1949), Hockeyspieler
- Jorge Fábregas (* 1947), Hockeyspieler
- Kiko Fábregas (* 1977), Hockeyspieler
- Josep Ferré (* 1983), Fußballtrainer
- Adrià Figueras (* 1988), Handballspielerin
- Eduardo Flaquer (1894–1951), Tennisspieler
- José Fontanet (1900–1941), Wasserballspieler
- José Fórmica (1881–1954), Ruderer
- Héctor Fort (* 2006), Fußballspieler
- Sara Gallego (* 2000), Hürdenläuferin
- Carlos García Badías (* 1984), Fußballspieler
- Eric García (* 2001), Fußballspieler
- Georgina García Pérez (* 1992), Tennisspielerin
- Javier García (* 1966), Stabhochspringer
- Sergio García (* 1983), Fußballspieler
- Sete Gibernau (* 1972), Motorradrennfahrer
- Francisco Gibert (1900–1979), Wasserballspieler
- Luis Gibert (1903–1979), Wasserballspieler
- Mario Gila (* 2000), Fußballspieler
- Andrés Gimeno (1937–2019), Tennisspieler
- Paco Godia (1921–1990), Formel-1-Rennfahrer
- Jordi Gómez (* 1985), Fußballspieler
- Cristina Gómez Arquer (* 1968), Handballspielerin
- Gerard Granollers (* 1989), Tennisspieler
- Marcel Granollers (* 1986), Tennisspieler
- Jordi Grau (* 1981), Radrennfahrer
- Miguel Gual Agustina (1911–1989), Fußballspieler
- Pep Guardiola (* 1971), Fußballspieler und Fußballtrainer
- Cristian Hidalgo (* 1983), Fußballspieler
- José Iborra (1908–2002), Fußballspieler
- Daniel Jarque (1983–2009), Fußballspieler
- David Jordà Sanchis (* 1994), Tennisspieler
- Juan Jover (1903–1960), Automobilrennfahrer
- Daniel Juncadella (* 1991), Rennfahrer
- José Juncadella (* 1947), Automobilrennfahrer und Unternehmer
- Julio Kaiser (1903–1954), Fußballspieler
- Joan Laporta (* 1962), Rechtsanwalt, Politiker und Fußballfunktionär
- Cristina Lara (* 1995), Sprinterin
- Marc Larumbe (* 1994), Wasserballspieler
- Ildefons Lima Solà (* 1979), andorranischer Fußballspieler
- Ramon Llorens (1906–1985), Fußballtorwart und -trainer
- David López (* 1989), Fußballspieler
- Marc López (* 1982), Tennisspieler
- Álvaro López San Martín (* 1997), Tennisspieler
- Alberto Lopo (* 1980), Fußballspieler
- Ignacio Macaya (1933–2006), Hockeyspieler
- Anna Maiques (* 1967), Hockeyspielerin
- Eduardo Manchón (1930–2010), Fußballspieler
- Roberto Mandje (* 1982), äquatorialguineischer Leichtathlet
- Félix Mantilla (* 1974), Tennisspieler
- Pablo Maqueda (* 1971), Fußballspieler
- Elisabeth Maragall (* 1970), Hockeyspielerin
- Leo Margets (* 1983), Pokerspielerin
- Mariano (* 1993), Fußballspieler
- Tintín Márquez (* 1962), Fußballspieler und -trainer
- Alberto Martín (* 1978), Tennisspieler
- Ferran Martínez (* 1968), Basketballspieler
- Isidoro Martínez-Vela (1925–2012), Schwimmer
- Francisco Masip (1926–2015), Radrennfahrer
- Carlos Molina Cosano (* 1991), Handballspieler
- Miguel Molina (* 1989), Rennfahrer
- Fernando Monje (* 1993), Rennfahrer
- Miki Monras (* 1992), Rennfahrer
- Irene Montrucchio (* 1991), Synchronschwimmerin
- Genís Montolio (* 1996), Fußballspieler
- Marco Morelli (* 2007), argentinischer Motorradrennfahrer
- Álex Mumbrú (* 1979), Basketballspieler
- Víctor Muñoz (* 2003), Fußballspieler
- Marc Narciso Dublan (* 1974), Schachspieler
- Fernando Navarro (* 1982), Fußballspieler
- Miguel Navarro (1929–2022), Marathonläufer
- Robert Navarro (* 2002), Fußballspieler
- Kenny Noyes (* 1978), US-amerikanischer Motorradrennfahrer
- Oleguer (* 1980), Fußballspieler
- Ferran Olivella (1936–2023), Fußballspieler
- Jesús Olmo Lozano (* 1985), Fußballspieler
- Pepe Oriola (* 1994), Rennfahrer
- Sakina Ouzraoui (* 2001), marokkanisch-belgische Fußballspielerin
- Beatriz Pascual (* 1982), Geherin
- Agustín Payá (* 1971), Automobilrennfahrer
- Adrià Pedrosa (* 1998), Fußballspieler
- Andrea Pereira (* 1993), Fußballspielerin
- Luis Pérez-Sala (* 1959), Automobilrennfahrer
- Ramón Piñeiro (* 1991), Rennfahrer
- Gerard Piqué (* 1987), Fußballspieler
- Judith Plá (* 1978), Langstreckenläuferin
- Josep Planas (1901–1977), Fußballspieler und -trainer
- Juan Plans Bosch (1913–1997), Radrennfahrer
- Daniel Plaza (* 1966), Leichtathlet
- Joan Plaza (* 1963), Basketballtrainer
- Carlos Poch Gradin (* 1982), Tennisspieler
- Axel Pons (* 1991), Motorradrennfahrer
- Sito Pons (* 1959), Motorradrennfahrer
- Albert Portas (* 1973), Tennisspieler
- David Prats (* 1979), Fußballspieler
- Alberto Puig (* 1967), Motorradrennfahrer
- Bruno Pujol Navarro (* 2001), Tennisspieler
- Víctor Pujol (* 1967), Hockeyspieler
- Gisela Pulido (* 1994), Kitesurferin
- Orestes Quintana (1880–1909), Ruderer, Fußballspieler und -schiedsrichter
- Esteve Rabat (* 1989), Motorradrennfahrer
- Martí Rafel (* 1964), Freestyle-Skier
- Antoni Ramallets (1924–2013), Fußballspieler
- Albert Ramos Viñolas (* 1988), Tennisspieler
- David Raya (* 1995), Fußballtorhüter
- Laura Redondo (* 1988), Hammerwerferin
- Carles Rexach (* 1947), Fußballspieler und -trainer
- Luis Miguel Reyes (* 1958), Motorrad- und Automobilrennfahrer
- Pere Riba (* 1988), Tennisspieler
- Alex Riberas (* 1994), Autorennfahrer
- Gerard Riu (* 1999), Motorradrennfahrer
- Oriol Roca Batalla (* 1993), Tennisspieler
- Martí Roca de Torres (* 1980 oder 1981), Pokerspieler
- Rodrí (1934–2022), Fußballspieler
- Joaquim Rodríguez (* 1979), Radrennfahrer
- Nani Roma (* 1972), Rallye-Raid-Fahrer
- Sandro Rosell (* 1964), Fußballfunktionär
- Álex Rins (* 1995), Motorradrennfahrer
- Elisabet Sadó (* 1981), Squashspielerin
- Juan Antonio Samaranch (1920–2010), 7. Präsident des IOC
- Juan Antonio Samaranch jr. (* 1959), Sportfunktionär
- Josep Samitier (1902–1972), Fußballspieler und -trainer
- Jordi Samper Montaña (* 1990), Tennisspieler
- Ilie Sánchez (* 1990), Fußballspieler
- Félix Sánchez (* 1975), Fußballtrainer
- Nikolás Sánchez Izquierdo (* 1999), Tennisspieler
- Arantxa Sánchez Vicario (* 1971), Tennisspielerin
- Carles Sans (* 1975), Wasserballspieler
- Jordi Sans (* 1965), Wasserballspieler
- Enrique de Satrústegui (1897–1977), Tennisspieler
- Maria Segura Pallerés (* 1992), Volleyballspielerin
- Aleix Aubert Serracanta (* 2005), Skirennläufer
- Albert Serrán Polo (* 1984), Fußballspieler
- Eugenio Serrano Gispert (* 1960), Handballspieler
- Àlex Soler-Roig (* 1932), Formel-1-Rennfahrer
- Roser Tarragó (* 1993), Wasserballspielerin
- Jil Teichmann (* 1997), Schweizer Tennisspielerin
- Justo Tejada (1933–2021), Fußballspieler
- Albert Tomàs (* 1970), Fußballspieler
- Marc Torrejón Moya (* 1986), Fußballspieler
- Alfonso Tusell (1906–1960), Wasserballspieler
- Isaac Tutumlu (* 1985), Automobilrennfahrer
- María Vasco (* 1975), Geherin
- Víctor Vázquez (* 1987), Fußballspieler
- Ona Vegué (* 1998), Handballspielerin
- Fermín Vélez (1959–2003), Automobilrennfahrer
- Joan Verdú (* 1983), Fußballspieler
- Josefa Vicent (* 1950), uruguayische Leichtathletin
- Christian Wein (* 1979), deutscher Hockeyspieler
- Jordi Xammar (* 1993), Segler
- Rubén Xaus (* 1978), Motorradrennfahrer
- María Xiao (* 1994), spanische, zeitweilig portugiesische Tischtennisspielerin
- Ricardo Zamora (1901–1978), Fußballspieler

## Religion
- David Abadías Aurín (* 1973), Weihbischof in Barcelona
- Salomo Adret (1235–1310), Rabbiner und jüdischer Gelehrter
- Joaquín Anselmo María Albareda y Ramoneda (1892–1966), Kurienkardinal
- Joseph Maria Bonnemain (* 1948), Bischof von Chur
- Núria Calduch-Benages (* 1957), Ordensschwester, Bibelwissenschaftlerin, Sekretärin der Päpstlichen Bibelkommission
- Salvador Casañas i Pagès (1834–1908), Erzbischof von Barcelona
- Nicolás Castells OFMCap (1799–1873), Erzbischof und Diplomat des Heiligen Stuhls
- Salvador Cristau Coll (* 1950), Bischof von Terrassa
- Miguel Delgado Galindo (* 1963), katholischer Priester, Kurienmitarbeiter
- João Fernando Santiago Esberard (1843–1897), Erzbischof von Rio de Janeiro
- Edmon Maria Garreta (1921–2017), Zisterzienser, Abt von Poblet
- Sergi Gordo Rodríguez (* 1967), Bischof von Tortosa
- Maria de Cervelló (1230–1290), Oberin der ersten mercedarischen Frauengemeinschaft
- Lluís Martínez Sistach (* 1937), Kardinal, emeritierter Erzbischof von Barcelona
- Víctor Emilio Masalles Pere (* 1961), katholischer Geistlicher, Bischof von Baní
- Joseph Oriol (1650–1702), Priester und Heiliger der römisch-katholischen Kirche
- Raimon Panikkar (1918–2010), Priester und Professor der Religionsphilosophie
- Enrique Pla y Deniel (1876–1968), Erzbischof von Toledo und Kardinal der römisch-katholischen Kirche
- Alain de Raemy (* 1959), Weihbischof in Lausanne, Genf und Freiburg
- Frederic Raurell (1930–2023), Ordensgeistlicher und Theologe
- Jon Sobrino (* 1938), römisch-katholischer Theologe und Jesuit
- Carles Soler Perdigó (1932–2023), Weihbischof in Barcelona, Bischof von Girona

## Sonstige
- Abraham bar Chija (≈1070–≈1136), Mathematiker, Moralphilosoph, Astrologe und Astronom
- Dolores Aleu (1857–1913), Ärztin
- Antonio Bastero (1675–1737), Philologe
- Pilar Bayer (* 1946), Mathematikerin
- Enric Bernat (1923–2003), Unternehmer, Gründer der Firma Chupa Chups
- Félix Boix (1858–1932), Eisenbahningenieur, Kunsthistoriker, -kritiker und -sammler
- Lluís Bordas i Munt, (1798–1875), Sprachwissenschaftler
- Pere Bosch i Gimpera (1891–1974), Archäologe und Prähistoriker
- Moisès Broggi (1908–2012), Arzt und Pazifist
- Francesc Capdevila (* 1956), Comiczeichner
- Jorge Cervós-Navarro (1930–2021), Neuropathologe
- Mercedes Comaposada (1901–1994), Pädagogin und Anarchistin
- Josep Comas i Solà (1868–1937), Astronom
- Manuel Cardona (1934–2014), Physiker, zuletzt Direktor am MPI für Festkörperforschung, Stuttgart
- Pompeu Fabra i Poch (1868–1948), Philologe
- Josep Lluís Facerías (1920–1957), Widerstandskämpfer und Anarchist
- Eduard Fontserè i Riba (1870–1970), Meteorologe, Seismologe und Astronom
- Émile Henry (1872–1894), französischer Anarchist, hingerichtet in Paris
- Josep del Hoyo Calduch (* 1954), Arzt, Ornithologe und Autor
- Miguel Illescas Córdoba (* 1965), Schachmeister
- Lola Iturbe (1902–1990), Feministin und Anarchistin
- Peter Kaupp (* 1936), deutscher Kulturwissenschaftler, Soziologe und Studentenhistoriker
- Peter A. Kraus (* 1960), deutsch-katalanischer Politikwissenschaftler, Hochschullehrer
- Ramón Mercader (1913–1978), politischer Aktivist, Kommunist, Attentäter auf Leo Trotzki
- Victor Millet (* 1965), germanistischer Mediävist
- Maria Dolors Miró (1930–2004), Kunstförderin und Ehrenvorsitzende der Miró-Stiftungen
- Nuria Nono-Schönberg, (* 1932), Tochter des Komponisten Arnold Schönberg, Witwe des Komponisten Luigi Nono und Biographin Schönbergs
- Juan Peiró (1887–1942), Ökonom und Anarchosyndikalist
- Miquel Porter (1930–2004), Filmkritiker und Gründungsmitglied der Gruppe Els Setze Jutges
- Salvador Puig Antich (1948–1974), politischer Aktivist gegen das Franco-Regime
- Joan Pujol García (1912–1988), Doppelagent im Zweiten Weltkrieg
- Sonia Pulido (* 1973), Illustratorin und Comic-Zeichnerin
- Francisco Rico (1942–2024), Hochschullehrer, Philologe, Literaturwissenschaftler und Autor
- Sandro Rosell (* 1964), Unternehmer und Präsident des FC Barcelona
- Jordi Sabater Pi (1922–2009), Ethologe
- Hans Steiner (1889–1969), Schweizer Zoologe
- Carolina Teotino (* 1982), Ägyptologin